# Marija Sidorova
Marija Igorevna Sidorova (ryska: Мария Игоревна Сидорова), född 21 november 1979 i Balasjicha i dåvarande Ryska SFSR, är en tidigare rysk handbollsmålvakt.

## Klubbkarriär
Sidorova började att spela handboll i ryska föreningen Veschnjaki i Moskva. Efter 2001 var hon målvakt i ryska topplaget GK Lada Toljatti. Med GK Lada vann hon ryska mästerskapet 2002, 2003, 2004, 2005, 2006 och 2008.  2007 vann hon ryska cupen. 2002 vann Lada EHF:s Cupvinnarcup. 2012 vann klubben EHF-cupen. 2007 spelade Lada finalen i  EHF Champions League.  Efter säsongen 2012-2013 spelade hon för Zvezda Zvenigorod. Med den klubben vann hon ryska cupen 2014. Hon avlutade sin karriär 2015.

## Landslagskarriär
Sidorova har spelat över 180 landskamper för ryska landslaget. Sidorova blev världsmästare 2007 och 2009 med Ryssland. Vid EM 2006 i Sverige förlorade Ryssland finalen till Norge och det blev silver till Sidorova. Hon tog OS-silver i damernas turnering i samband med de olympiska handbollstävlingarna 2008 i Peking. Hon var också med i ryska truppen till OS i London 2012.